# عبد المجيد شوقي البكري
عبد المجيد شوقي البكري (1315-1388هـ/1897-1968م) هو أديب من أهل الموصل.

## ترجمته
ولد عبد المجيد شوقي البكري في الموصل عام 1897، ودخل الابتدائية في العهد العثماني، وتخرج من المدرسة الاعدادية عام 1914، وسافر إلى إسطنبول لاكمال دراسته فاتخذ المنتدى الأدبي منزلاً له بدلالة صديقه علي الجميل، فدخل فيه وأصبح من منتسبيه، وقامت الحرب العالمية الأولى فأكمل البكري دراسته في مدرسة سلطانية وعاد إلى الموصل، وعمل معلماً في المعارف التركية ثم في عهد الاحتلال، ثم دخل دار المعلمين العراقية وعين عام 1922 مديراً لمدرسة دار النجاح، وانضم إلى النادي الأدبي الذي قام بتقديم المسرحيات لمنفعة المدارس المسائية. وشارك البكري في تأسيس جمعية البر الإسلامية وجمعية الشبان المسلمين ودرس علوم الدين على عبد الله النعمة وحصل على اجازة الإرشاد بالطريقتين القادرية والرفاعية، وجمع الإسرائيليات من كتب التفاسير ورد على اليهود فألف كتباً عدة: كتاب البشرية وأبو البشر، قصة الطوفان عروبية إبراهيم، بين مدين والأردن، مملكة آل داود، الكرد والكردية فرعان من العرب والعربية، المسفوكان الدم المسفوك والعرض المسفوك، ذو القرنين التبعي، ام اللغات وعلم الاشتقاق والمقابلات القومية العربية، المعركة الحاسمة مع اليهود متى تكون، الوحي والتنزيل وتوفي عام 1968.
اشتغل عبد المجيد شوقي مع رؤوف الغلامي في خدمة الحركة القومية وبقي في التعليم حتى احيل على التقاعد وبعد الاحتلال الإنكليزي للعراق أنشأ الأدباء في مدينة الموصل ندوة ادبية اطلقوا عليها اسم مقهى الحمراء الذي أصبح بصفة رسمية النهل السائغ لرواد الأدب ومأوى للوطنين ومعهداً عاماً لسائر افراد الأمة في مختلف الطبقات، ووسع رؤوف الغلامي هذا النادي بتأسيس ناد آخر سماه (نادي الانتباه العربي) وتأسس ناد آخر في بغداد يحقق نفس الهدف باسم (المعهد العلمي) الذي اسسه ثابت عبد النور، ومن هذين الناديين انبثقت حركة مسرحية واسعة في الموصل وبغداد، وخطا النادي الأدبي في الموصل خطوة مهمة في التأليف والتمثيل المسرحي، واستمدت موضوعات هذه المسرحيات من أهم احداث التاريخ العربي والإسلامي لنبعث روح اليقظة القومية في نفوس الشبان وتطلعهم على سير اجدادهم الماضين وتشكلت لجنة إدارية للتمثيل عام 1921قوامها خمسة اشخاص من أعضاء نادي الانتباه العربي هم (محمد رؤوف الغلامي، وحسيب السعدي، وفاضل الصيدلي، وإسماعيل فرج، عبد المجيد شوقي البكري) وقررت لجنة إدارة التمثيل، تمثيل مسرحية (فتح عمورية) التي مثل الدور الرئيسي فيها محمد سعيد الجليلي، اولاً وعهدت إلى عبد المجيد شوقي وضع هذه المسرحية وإلى فاضل الصيدلي نظم الاشعار، ومثلت عام 1922، كما مثل أعضاء نادي الانتباه مسرحيتي (فتح الأندلس، وشهداء الوطنية الهولنديين) بعد تغيير طابعها إلى طابع عربي، وعهد إلى فاضل الصيدلي وضع الاشعار اللازمة لها. وتمخضت هذه الحركة عن مسرح وليد استمد موضوعاته من التراث القومي بحيث تناسب الوعي الجديد محاكية بذلك المسرح العربي في مصر ولبنان وظهرت مسرحيات ذات موضوعات مقتبسة من التاريخ الإسلامي ومن حياة العرب ومثلهم العليا، وتلونت هذه المسرحيات بإبراز الهدف الأخلاقي والدعاية للمثل العليا، كما اهتمت باجتذاب الجمهور الذي ألف ما في القصص الشعبي من مغامرات وما لأسلوبهما من الوان موسيقية كالأناشيد والمقطوعات الشعرية التي يوضع لها الحوار، وقال لي عبد المجيد شوقي في لقاء ثقافي معه في اواسط الستينات (لم يكن القصد من المسرحيات التي قدمناها الهدف التثقيفي فحسب بل الحصول على المال لادامة حياة النادي الأدبي، لأنه كان محتاجاً إلى المال وموشكاً على الإفلاس في الوقت الذي كانت فيه السلطات البريطانية المحتلة والقوى الرجعية والمرجفون له بالمرصاد يريدون زوال النادي واهله).
قدم مسرحية فتح عمورية في مارت 1920 واعتمد على تاريخ ابن الأثير الجزري معجم البلدان وأخبار الدول وآثار الأول وكتب أخرى، وقام برسم خمس ستائر للقصر الروماني، واخذ الرسم من تاريخ أحمد فريق الجزء الثالث صفحة 445، قصير (باز بلقيا ادليبا) والثانية للقصر العباسي اخذها في رسم واجهة أحد أعمدة الأسود في قصر الحمراء في الأندلس، واللوحة الثالثة لمعسكر المعتصم ومخيماته امام مدينة عمورية، والرابعة للسجن، والخامسة امام حصن عمورية رسمتها حسب الوصف التاريخي قطعاً من الصخور والاخشاب، وجاء تمثيل فتح عمورية متقناً رائعاً وقد اعاد تمثيلها اربع مرات. واجتمع نفس الممثلين عام 1925 ومثلوا مسرحية (أبو مسلم الخرساني)، وفي عام 1926مثلنا مسرحية (هارون الرشيد والبرامكة)، وجميع هذه المسرحيات لم تدخل فيها عناصر نسائية بل راعينا الناحية البطولية والاخلاقية والتذكير بالمجد العربي والعز الإسلامي والتنديد بالتسلط الاستعماري).
وقد غلب الاتجاه التاريخي على رواد التأليف المسرحي في الموصل، ومن الواضح أن الاديب لا يستطيع الاستعاضة بالحوار عن الرواية والسرد ليؤلف مسرحية بالمعنى الفني، بل لابد له ان يعيد تشكيل مادته الأولية والتأليف بين عناصرها بحيث تكون وحدة متماسكة غير مفككة لها بداية ونهاية، بحيث تتفاعل تلك الأحداث بعضها مع بعض وتنمو وتتطور لتحدث في النهاية اثراً نفسياً معيناً من غير تناقض أو تضارب ولا تفكك، وفي حرص ان تبدو المسرحية مرآة لقطاع محدود من الحياة الحاضرة أو الماضية، وان يكون للأدب هدف في اختيار القطاع المحدد تتخذه وسيلة للتعبير عن مشكلة تشغلها وتشغل مجتمعه أو تشغل الإنسانية كلها، وهو في معالجته لموضوع تاريخي لابد ان يختار ويبرز من الأحداث ما يلائم هدفه وان يترك في الظلال مالا يفيده من تلك الأحداث، فكل فن اختيار وهو بذلك يختلف عن علم التاريخ الذي لا بد له من الاستقصاد والجمع حتى بين المتناقضات التي توجد فعلاً في كل حياة، بل ولا بد للأديب ان يستعين بخياله في الإضافة إلى التاريخ بما لا يتنافى مع المعقول والممكن، وبما لا يتضارب مع حقائق التاريخ حتى لا يتخذ الخيال وسيلة لتزويد التاريخ وتدور مسرحية فتح عمورية حول فتاة عربية جميلة تقع في اسر قائد روماني فيحبها ويعرض عليها الزواج ولكنها لا تبادله الحب وترفض الزواج منع وتغلظ القول له فيسجنها في بلدة عمورية ويأخذ في تعذيبها ولا يتورع عن قتل طفلها امام عينيها فتستغيث بالمعتصم صائحة (وامعتصماه) فيسخر منها القائد الروماني بقوله لها: سوف يأتيك المعتصم على جواده الابلق وينقذك من يدي يا مجنونة.

## شعره
له ديوان مخطوط في حوزة أسرته.

## مؤلفاته
- الوحي والتنزيل.
- تاريخ الطوفان.
- عروبية إبراهيم الخليل.
- ذو القرنين التبعي وسد الصين.
- البشرية وأبو البشر.
- بين مدين والأردن.
- مملكة آل داود.
- المعركة الحاسمة مع اليهود.
- الكرد والكردية فرعان من العرب والعربية.
- ام اللغات وعلم الاشتقاق والمقابلات.
- ديوان شعر علق في مقدمته على علم العروض.